# Trechus balsamensis
Trechus balsamensis är en skalbaggsart som beskrevs av Barr. Trechus balsamensis ingår i släktet Trechus och familjen jordlöpare. Inga underarter finns listade i Catalogue of Life.